# Senna brongniartii
Senna brongniartii là một loài thực vật có hoa trong họ Đậu. Loài này được (Gaudich.) H.S.Irwin & Barneby miêu tả khoa học đầu tiên.